# علی آیکن
علی آیکن (انگلیسی: Ali-A؛ زادهٔ ۶ نوامبر ۱۹۹۳) یوتیوبر اهل بریتانیا است. وی از سال ۲۰۰۶ میلادی تاکنون مشغول فعالیت بوده‌است.